# Budimlja
Budimlja es un pueblo ubicado en el municipio de Berane, en Montenegro.

## Demografía
Hasta 2011 la población era de 1994 habitantes, conformada por 541 hogares y 645 viviendas.
| 895                                                              | 875 | 1210 | 1450 | 1465 | 1464 | 1694 | 1994 |
| (Fuente: Population statistics of Eastern Europe & former USSR.) |     |      |      |      |      |      |      |

| Etnicidad                                           | Número | Porcentaje |
| --------------------------------------------------- | ------ | ---------- |
| Serbios                                             | 1051   | 62,04 %    |
| Montenegrinos                                       | 525    | 30,99 %    |
| Musulmanes                                          | 49     | 2,89 %     |
| Bosnios                                             | 24     | 1,41 %     |
| Yugoslavos                                          | 6      | 0,35 %     |
| Croatas                                             | 5      | 0,29 %     |
| Rusos                                               | 1      | 0,05 %     |
| Macedonios                                          | 1      | 0,05 %     |
| Otros                                               | 32     | 1,90 %     |
| Fuente: Republic of Montenegro. Statistical Office. |        |            |